# Giedrius Gustas
Giedrius Gustas  (Kaunas, Lituania, 4 de marzo de 1980) es un exjugador de baloncesto lituano retirado que mide 1.90 m y cuya posición en la cancha era la de base. Internacional absoluto con Lituania, ha conseguido 2 medallas en competiciones oficiales con la selección de baloncesto de Lituania.

## Clubes
- 1998-2000 BC Žalgiris-2
- 2000-2004 Žalgiris Kaunas
- 2004-2005 Lokomotiv Rostov
- 2005-2006 Barons/LMT
- 2006-2007 Dinamo Moscú
- 2007-2009 Barons/LMT
- 2009-2010 EK Kavala
- 2010-2011 Trefl Sopot
- 2011-2012 Turów Zgorzelec
- 2012-2013 BC Neptūnas Klaipėda
- 2013-2014 BC Rakvere Tarvas
- 2014-  KK Dzūkija Alytus